# TV Aichi
Television Aichi Broadcasting Co., Ltd. (яп. テレビ愛知株式会社 тэрэби айти кабусики-гайся) (аббревиатура TVA) — японский телеканал, также известный как TV Aichi. Относится к ТВ сети TXN.

## Краткое описание
Компания основана 1 декабря 1982 года. Главный офис расположен в г. Нагоя префектуры Айти. Телеканал начал своё вещание в конце августа 1983 года, а первая передача вышла в эфир 1 сентября 1983 года. Эфирное аналоговое вещание просуществовало до 24 июля 2011 года и полностью перешло на цифровое телевещание.
TV Aichi (TVA) сочетает в себе элементы информационного и развлекательного канала. Транслируются как новостные телепередачи, так и программы о спорте и путешествиях, телесериалы (в том числе и зарубежные), аниме, а также собственные оригинальные проекты.